# Yodsanklai Fairtex
Yodsanklai Fairtex (thaï : ยอดแสนไกล แฟร์เท็กซ์), né le 1er juillet 1985 dans la province de Nong Bua Lamphu à Ban Na Dee, est un kickboxeur de muay-thaï,,,. 
Il a joué un petit rôle d'acteur (garde du corps du roi d'Ayutthaya) dans le film Yamada, la voie du samouraï de Nopporn Watin.

## Filmographie
- 2010 : Yamada, la voie du samouraï